# Проректор
Проре́ктор — заместитель ректора (руководителя) высшего учебного заведения, обычно по какому-либо направлению деятельности.

## Требования к квалификации проректора
Согласно приказу Минздравсоцразвития:
Высшее профессиональное образование и стаж научно-педагогической работы или работы в организациях по направлению профессиональной деятельности, соответствующей деятельности образовательного учреждения, не менее 5 лет, при наличии ученой степени стаж работы не менее 3 лет.

## Типовой перечень проректоров вуза
Обычно в структуре вуза могут иметься следующие проректоры:
- проректор по учёбе (учебной или учебно-воспитательной или учебно-методической работе),
- проректор по науке (научной или научно-исследовательской или научно-методической работе),
- проректор по воспитательной работе и связям с общественностью,
- проректор по информатике (информатизации),
- проректор по экономике (финансам, хозяйственной деятельности),
- проректор по международным связям,
- проректор по развитию,
- проректор по развитию и эксплуатации материально-технического комплекса,
- проректор по маркетингу,
- проректор по непрерывному образованию (профессиональному образованию),
- проректор по общим вопросам,
- проректор по административно-хозяйственной части (строительству),
- проректор по коммерческой деятельности,
- проректор по лечебной работе (в медицинских вузах)
- проректор по кадровой работе и филиалам.

Иногда вводится должность первого проректора.
Проректоры принимаются на работу по трудовому договору, срок окончания которого, как правило, совпадает со сроком окончания полномочий ректора. Распределение обязанностей между проректорами и другими руководящими работниками устанавливается приказом ректора.